# Hagebyhöga
För andra betydelser, se Hagebyhöga (olika betydelser).
Hagebyhöga är kyrkbyn i Hagebyhöga socken i Vadstena kommun i Östergötlands län. Orten ligger nordost om Vadstena. 
I orten ligger Hagebyhöga kyrka.